# Ruta T-941
La Ruta T-941 es un camino semiasfaltado ubicado en Río Bueno en la Región de Los Ríos. Aactualmente en esta ruta está ubicado el segundo tramo de la Ruta Interlagos hasta la comuna de Entre Lagos. Forma parte de las rutas turísticas de Río Bueno puesto que a través de esta se llega a la localidad de Mantilhue en la rivera del Lago Puyehue. La ruta se inicia en el Sector de Crucero donde se conectaba el antiguo Ramal Crucero - Entre Lagos. Popularmente se le conoce como el camino de “La Linea”, debido a que primeramente fue una ruta ferroviaria.

## Trazado
- KM 0.00 Sector Crucero
- KM 7.400 Cruce Purrapel , (Exestación Purrapel)
- KM 14.000 Sector Esmeralda
- KM 15.000 Sector Champulli (Antigua Estación Champulli)
- KM 20.500 Puente Chirre
- KM 21.800 Enlace Ruta T-975 hacia la Ruta CH-215 y Hacia Rucatayo por el lado Este (Este cruce es conocido popularmente como “El 40” o "La pata de Gallo")
- KM 26.300 Enlace Ruta T-989 hacia Sector Treguaco
- KM 29.300 Enlace Ruta T-983 Hacia Playa Mantilhue, Sector Lican
- KM 32.900 Enlace Ruta T-985 hacia Piso Pisue y Playa Mantilhue
- KM 35.300 Puente Pilmaiquen | Inicio comuna Puyehue
- KM 36.100 Enlace Ruta CH-215 | Fin de la Ruta | Inicio de Ruta U-51 Hacia Lago Rupanco

- Datos: Q85877367